# Movimento para a Mudança Democrática
O Movimento para a Mudança Democrática (em inglês Movement for Democratic Change – Tsvangirai (MDC–T)) é um partido político do Zimbabwe liderado por Morgan Tsvangirai e fundado em fevereiro de 1999 como partido de oposição ao partido ZANU-PF de Robert Mugabe.

## História
A primeira grande vitória do MDC contra o partido dominante foi em fevereiro de 2000 quando o governo organizou um referendo constitucional. A alteração proposta teria dado o gabinete do presidente mais poderes executivos, ele também teria feito o seu governo militar e funcionários imune de qualquer acusação de atos ilícitos cometidos enquanto em funções, e em nada foi reflexiva das reivindicações do povo.
Em 2000, nas eleições parlamentares, o MDC ganhou 57 dos 120 lugares. O MDC vence na maioria dos centros urbanos e Matabeleland. Vence em todos os lugares nas duas maiores cidades de Harare e Bulawayo e perdeu apenas duas em Matabelelândia. O processo eleitoral foi perturbado por violência e intimidação, a eleição, que foi condenada pela comunidade internacional, a partir dos relatórios dos observadores da Commonwealth, norueguês, bem como a Delegação Parlamentar Sul-Africano de não serem livres e justas. Esta eleição foi condenada pela comunidade internacional. Foi visualizada pelos observadores internacionais da Commonwealth, Noruega, bem como a Delegação Parlamentar da África Austral, de não serem livres nem justas. Algumas missões de aliados de Mugabe, como observadores da SADC consideraram que as eleições foram substancialmente livres e justas.
O MDC anunciou em meados de 2004 que não participaria em quaisquer outras eleições no Zimbabwe incluindo as eleições de 2005, parlamentares até que ele acreditasse que uma livre e justa votação poderia ter lugar. No entanto, no dia 3 de Fevereiro de 2005, o então porta-voz Paul Themba Nyathi disse em uma conferência de imprensa "É com pesar que a MDC decidiu participar nas eleições ... Esta decisão baseia-se principalmente na vontade do nosso povo".
A reunião das partes do processo decisório nacional foi realizada em outubro de 2005 para decidir sobre se o partido deveria participar nas eleições senatoriais que eram iminentes. O conselho nacional resolveu por uma votação de 33 a 31 que o partido deveria participar. Morgan Tsvangirai venceu a votação, alegando que não era conveniente contestar uma eleição onde o campo eleitoral estava "dividido entre raças onde os resultados se prevrem". Ele argumentou que o Senado do Zimbabué fazia parte da 17ª alteração que o MDC tinha no Parlamento. 
A Assembleia Nacional Constitucional - uma coligação pró-democracia de grupos da sociedade civil, também apoiou um boicote das eleições para o Senado, acreditando que ela foi concebida apenas como resultado de uma mudança constitucional antidemocrática.
Após as eleições para o senado, o MDC ficou dividido em dois grupos, um liderado por Morgan Tsvangirai e outro pelo seu adjunto Gibson Sibanda, com o apoio de Welshman Ncube, Gift Chimanikire e do porta-voz Paul Themba Nyathi.
Acredita-se que a divisão era um reflexo dos problemas que tinham surgido no partido. A divisão também tinha surgido ao longo de linhas étnicas e entre sindicalistas e acadêmicos. Os dois campos tinham vindo a tentar se unir, a fim de lutar durante as eleições como uma frente unida, mas a partir de Julho de 2007, nenhum acordo foi atingido.

## Eleições de 2008
Tsvangirai e Mutambara não conseguiram se unir em um único candidato do MDC à eleição presidencial de Março de 2008. Tsvangirai queria concorrer para Presidente enquanto Mutambara apoiou a candidatura independente de Simba Makoni.

## Membros notáveis do partido
- Morgan Tsvangirai, ex-presidente do Movimento para a Mudança Democrática, que morreu em fevereiro de 2018 de câncer de cólon.
- Thokozani Khuphe, Ex-Vice-Primeiro Ministro, Vice-Presidente e Membro do Parlamento para Makokoba
- Douglas Mwonzora, Secretário geral
- Lovemore Moyo, Presidente Nacional e Presidente da Câmara dos Deputados; Membro do Parlamento para Matobo North
- Nelson Chamisa, Presidente em exercício do partido; Ex-Ministro das Comunicações; Membro do Parlamento para Kuwadzana Central
- Elias Mudzuri, Secretária Organizadora; Ex-Ministro de Obras Públicas; Membro do Parlamento para Warren Park e ex-prefeito executivo de Harare
- Eddie Cross, Coordenador Geral de Políticas do MDC e Membro do Parlamento para Bulawayo South
- Roy Bennett, MDC tesoureiro-geral e ex-vice-ministro da Agricultura designado, que morreu em janeiro de 2018 em um acidente de helicóptero
- Thamsanqa Mahlangu, Presidente da MDC National Youth; Ex-Vice-Ministro da Criação de Emprego, Assuntos de Gênero e Juventude e Membro do Parlamento para Nkulumane
- Felix Magalela Mafa Sibanda, Porta-voz Provincial do MDC e Membro do Parlamento para Magwegwe Bulawayo
- David Anthony Chimhini, Membro fundador do MDC, primeiro administrador nacional do MDC em sua fundação em 1999 e MP Mutasa North
- Kahondo C Tinotenda, Ex-Secretário Geral da Assembleia Nacional da Juventude do MDC, Diretor da Organização do Setor Informal do Zimbábue